# Inside Llewyn Davis
Inside Llewyn Davis is een dramafilm met enkele grappige elementen, uit 2013 onder regie van Joel en Ethan Coen. De film werd genomineerd voor de Golden Globes voor beste film, beste acteur in een komedie of musical (Oscar Isaac) en beste oorspronkelijke lied. Daarnaast won Inside Llewyn Davis meer dan twintig andere prijzen, waaronder de juryprijs van het Filmfestival van Cannes 2013 en de National Board of Review Award voor beste oorspronkelijke scenario.

## Synopsis
Llewyn Davis is een folkmuzikant die probeert door te breken in het New York van begin jaren 1960. Hij heeft geen inkomen, geen vaste verblijfplaats en logeert daarom elke nacht bij een andere kennis op de bank. Muziek maken doet hij het liefst alleen. Enkele jaren geleden was hij nog een duo met "Mike", maar sinds die een eind aan zijn leven maakte door van een brug te springen, speelt Davis solo. Aan de tijd met Mike wordt hij niet graag herinnerd.
Davis heeft van zijn agent een lp mogen maken, Inside Llewyn Davis, en hij hoopt met deze lp hoge ogen te gooien bij een producer in Chicago. Wanneer een reactie van de producer uitblijft en Davis de kans krijgt op een gratis lift naar Chicago, besluit hij het erop te wagen en de producer eens persoonlijk naar zijn mening te vragen. Wanneer Davis na een moeizame autotocht in Chicago aankomt en een stukje voor de producer speelt, zegt die dat er niet veel te verdienen valt met zijn soort muziek. De producer raadt hem aan om een partner te zoeken. Dat zou van hem een betere muzikant maken.
Ontgoocheld besluit David te stoppen muziek maken en opnieuw te gaan werken als matroos op de grote vaart, zoals hij vroeger deed. Het terugkrijgen van zijn monsterboekje kost echter zo veel dat hij nog een laatste keer gaat optreden.
In een van de laatste scènes is Bob Dylan vaag in de achtergrond te zien en te horen. De aanwezigheid van een Times-criticus suggereert dat Dylans succes die avond begint, terwijl Llewyn buiten door een onbekende man in elkaar geslagen wordt, omdat hij de vorige avond een oudere vrouw heeft uitgejouwd die op het podium haar kans waagde. Op die manier lijkt hij gestraft te worden voor het feit dat hij opgeeft waar het begint: bij persoonlijkheid en geloof in eigen kunnen.

## Rolverdeling
| Acteur            | Personage       |
| ----------------- | --------------- |
| Oscar Isaac       | Llewyn Davis    |
| Carey Mulligan    | Jean            |
| John Goodman      | Roland Turner   |
| Garrett Hedlund   | Johnny Five     |
| Justin Timberlake | Jim             |
| Ethan Phillips    | Mitch Gorfein   |
| Robin Bartlett    | Lillian Gorfein |
| Jerry Grayson     | Mel Novikoff    |
| Jeanine Serralles | Joy             |
| Adam Driver       | Al Cody         |
| F. Murray Abraham | Bud Grossman    |